# Eudonia steropaea
Eudonia steropaea là một loài bướm đêm thuộc họ Crambidae. Nó được tìm thấy ở New Zealand.

## Hình ảnh

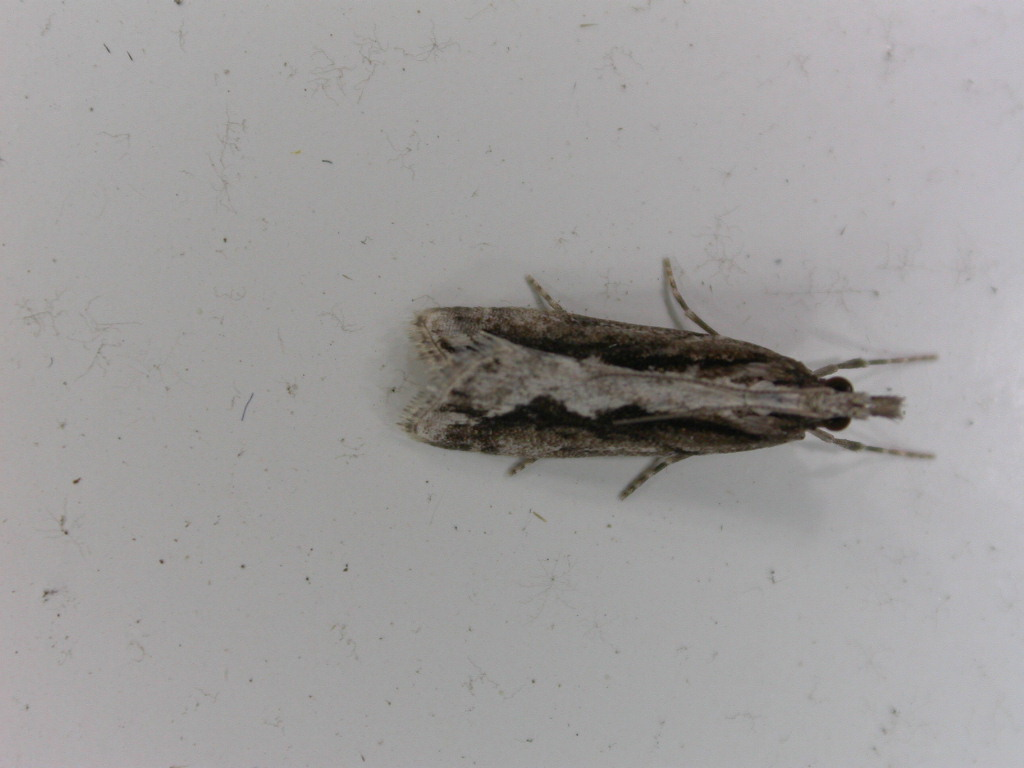
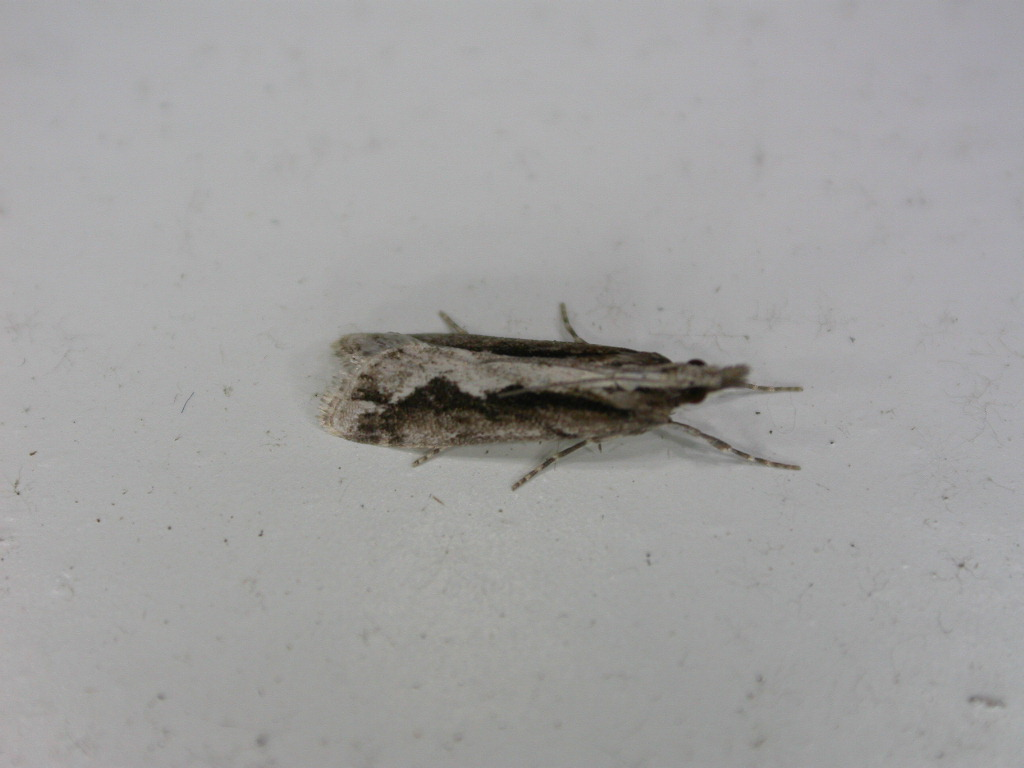
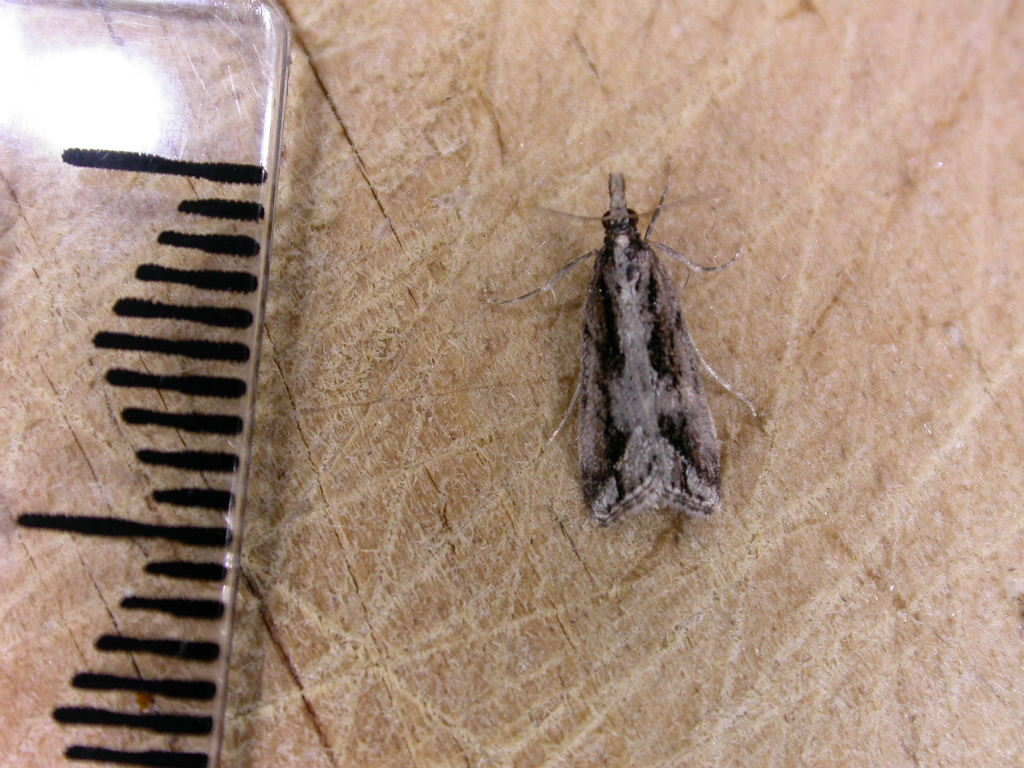
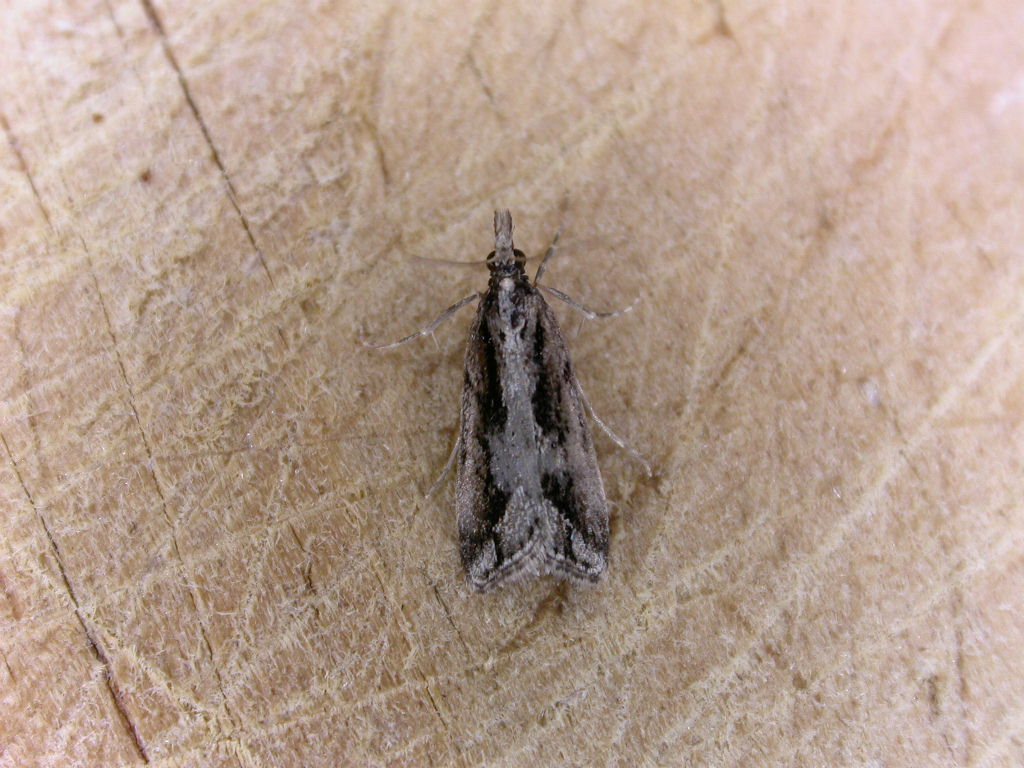